# Liste der Flüsse in der Ukraine

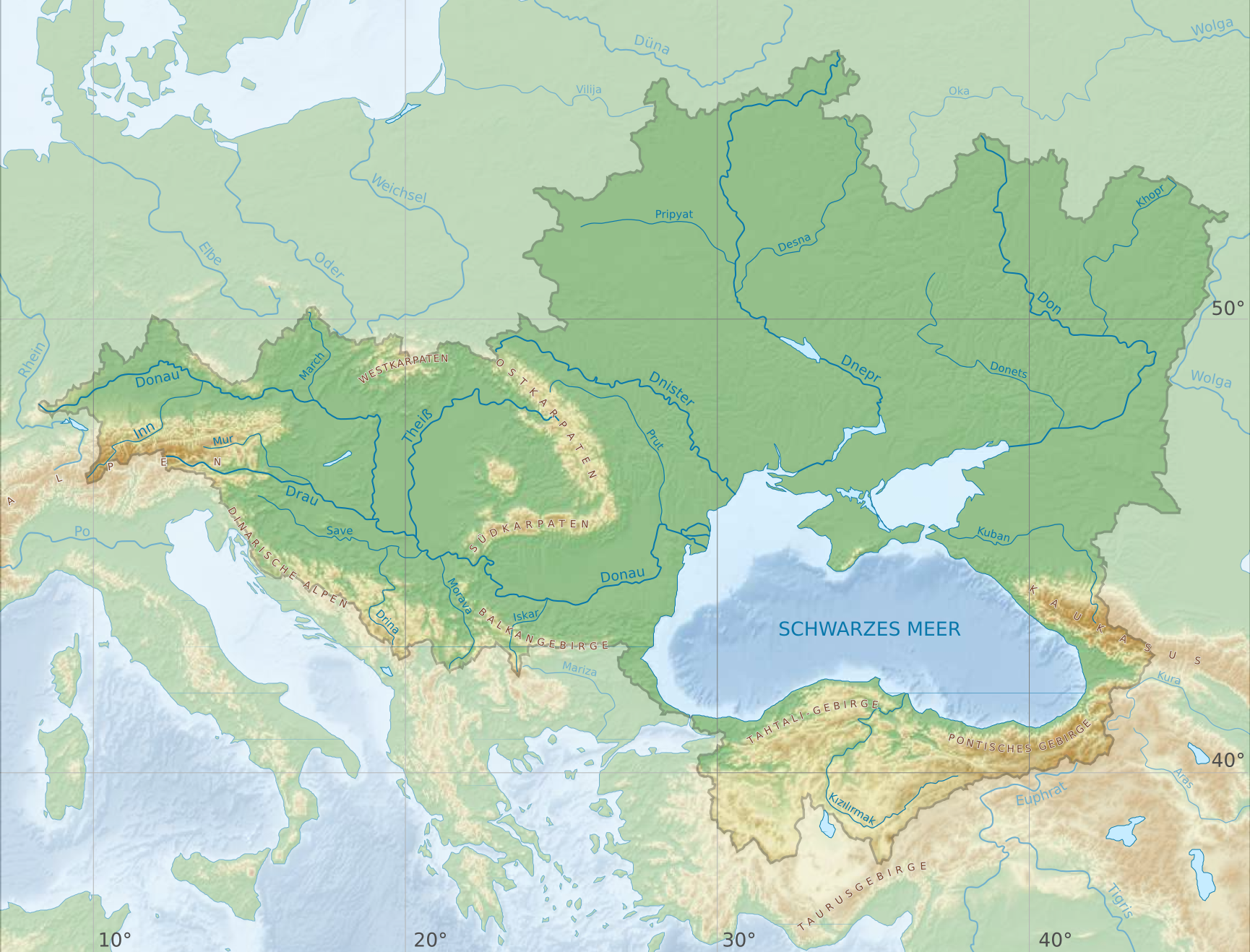
Das Einzugsgebiet des Schwarzen Meeres

Die Liste der Flüsse in der Ukraine enthält eine Auswahl der Fließgewässer der Ukraine.
Alle nachfolgend aufgelisteten Fließgewässer – Bäche, Flüsse und Ströme – durchfließen die Ukraine ganz oder teilweise.
Künstlich angelegte Kanäle sind in dieser Liste nicht aufgeführt.
Mit wenigen Ausnahmen (Bug, San) die in die Ostsee abfließen, gehören die Flüsse der Ukraine zum Einzugsgebiet des Schwarzen Meeres und seinem Nebenmeer, dem Asowschen Meer, die im Süden der Ukraine eine Küste von 2782 km Länge bilden.
In folgender Liste sind die Flüsse nach dem Flusssystem dem sie angehören, eingeordnet. Die Flüsse der Autonomen Republik Krim sind gesondert aufgelistet.
Die Längenkilometerangabe und die Größe des Einzugsgebietes beziehen sich auf den gesamten Flusslauf, auch wenn dieser teilweise außerhalb der Ukraine liegt. Flüsse über 500 km Länge sind „fett“ dargestellt.

## Längste Flüsse in der Ukraine
| Name            | Name ukrainisch (kyrillisch) | Länge (km) | Einzugsgebiet (km²) | Abfluss (m³/s) | Mündung         |
| --------------- | ---------------------------- | ---------- | ------------------- | -------------- | --------------- |
| Donau           | Дунай                        | 2.857      | 817.000             | 6.700          | Schwarzes Meer  |
| Dnepr           | Дніпро                       | 2.201      | 531.817             | 1.670          | Schwarzes Meer  |
| Dnister         | Дністер                      | 1.352      | 72.100              | 310            | Schwarzes Meer  |
| Desna           | Десна                        | 1.130      | 88.900              | 360            | Dnepr           |
| Siwerskyj Donez | Сі́верський Доне́ць            | 1.053      | 98.900              | 159            | Don             |
| Theiß           | Тиса                         | 966        | 146.500             | 813            | Donau           |
| Pruth           | Прут                         | 953        | 27.500              | 110            | Donau           |
| Südlicher Bug   | Південний Буг                | 857        | 63.740              | 160            | Schwarzes Meer  |
| Prypjat         | Прип'ять                     | 775        | 114.300             | 460            | Dnepr           |
| Bug             | Буг                          | 772        | 39.400              | 157            | Narew           |
| Seim            | Сейм                         | 748        | 27.500              | 100            | Desna           |
| Sereth          | Серет                        | 726        | 44.835              | 230            | Donau           |
| Psel            | Псел                         | 717        | 22.800              | 55             | Dnepr           |
| Horyn           | Горинь                       | 659        | 22.700              | 90             | Prypjat         |
| Sosch           | Сож                          | 648        | 42.100              | 207            | Dnepr           |
| Inhulez         | Інгулець                     | 549        | 13.700              | 0,3            | Dnepr           |
| Styr            | Стир                         | 494        | 12.900              | 45             | Prypjat         |
| Oskil           | Оскіл                        | 472        | 14.800              | 44             | Siwerskyj Donez |
| Worskla         | Ворскла                      | 464        | 14.700              | 28,5           | Dnepr           |
| Slutsch         | Случ                         | 451        | 13.800              | 45             | Horyn           |
| San             | Сян                          | 433        | 16.861              | 210            | Weichsel        |
| Teteriw         | Тетерів                      | 365        | 15.100              | 18,4           | Dnepr           |
| Sula            | Сула                         | 363        | 18.500              | 29             | Dnepr           |
| Inhul           | Інгул                        | 354        | 9890                | 8,84           | Südlicher Bug   |
| Ros             | Рось                         | 346        | 12.600              | 22,5           | Dnepr           |
| Oril            | Оріль                        | 346        | 9800                | –              | Dnepr           |
| Udaj            | Удай                         | 327        | 7030                | 9,4            | Sula            |
| Wowtscha        | Вовча                        | 323        | 13.300              | 5,3            | Samara          |
| Samara          | Самара                       | 320        | 22.600              | 17             | Dnepr           |
| Chorol          | Хорол                        | 308        | 3340                | 3,6            | Psel            |
| Ubort           | Уборть                       | 292        | 5820                | 22,5           | Prypjat         |
| Jijia           | Жижія                        | 280        | 5757                | 160            | Pruth           |
| Ajdar           | Айдар                        | 264        | 7420                | 15,4           | Siwerskyj Donez |
| Mius            | Міус                         | 258        | 6680                | 12,1           | Asowsches Meer  |
| Usch            | Уж                           | 256        | 8080                | 24,7           | Prypjat         |
| Snow            | Снов                         | 253        | 8700                | 24             | Desna           |
| Seret           | Сере́т                        | 248        | 3900                | 12             | Dnister         |
| Sbrutsch        | Збруч                        | 247        | 3300                | 7              |                 |

## Flüsse im Einzugsgebiet des Schwarzen Meeres

### Flusssystem Donau

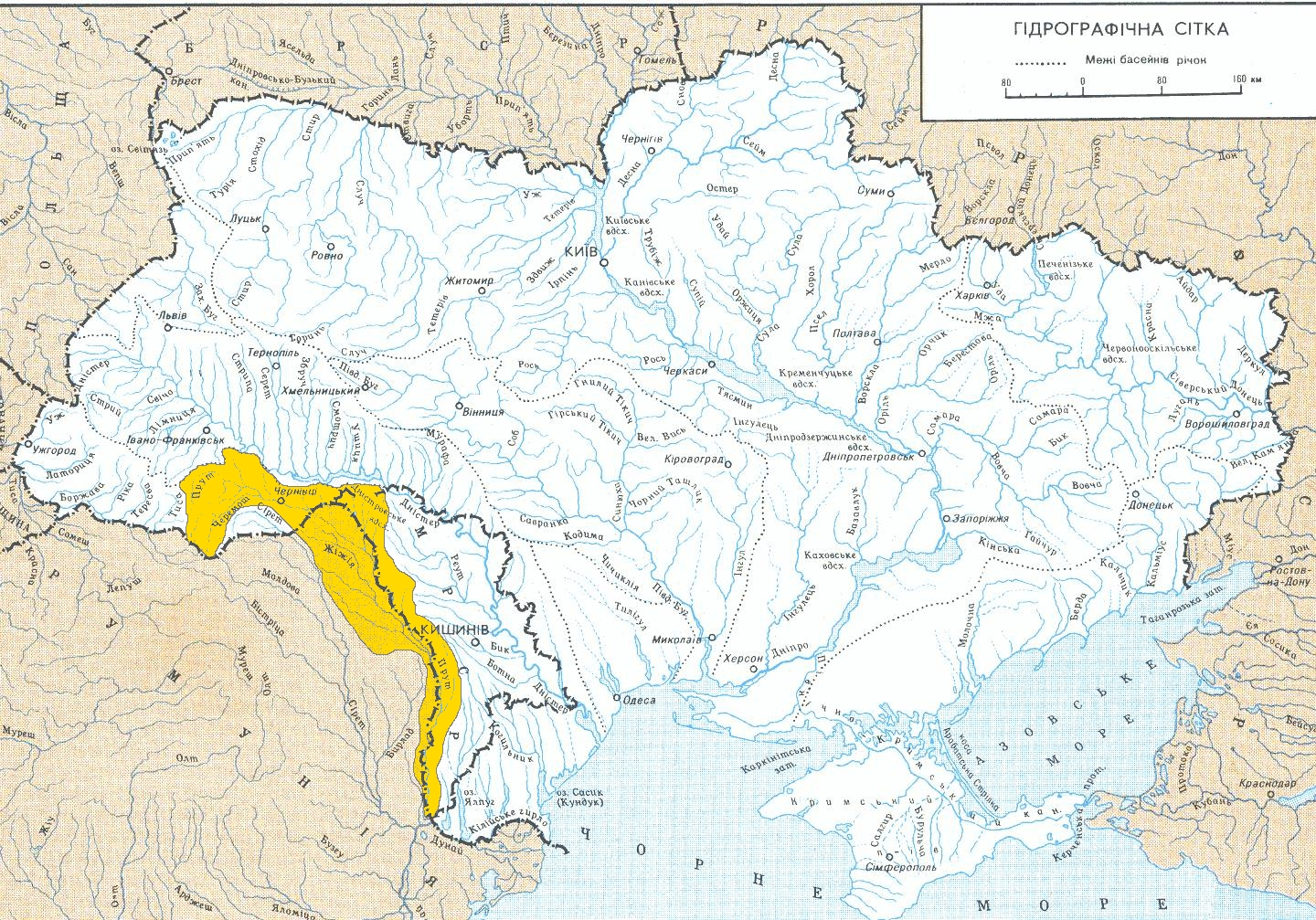
Einzugsgebiet des Pruth

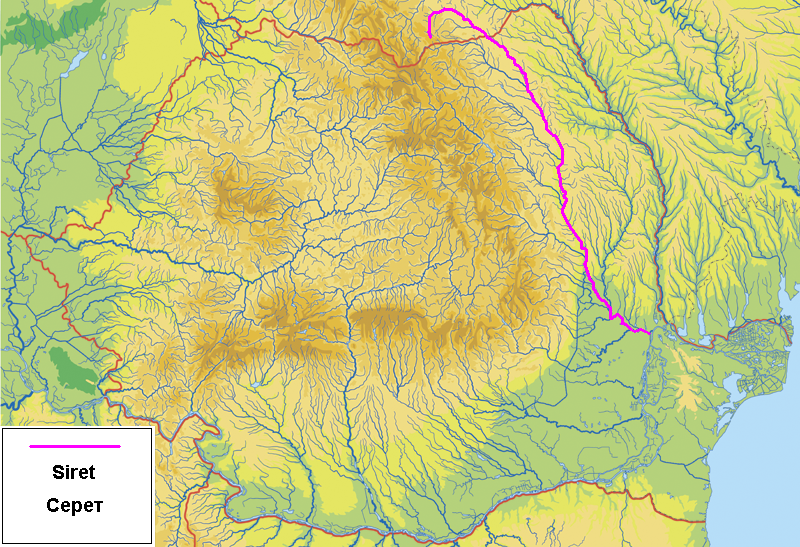
Verlauf des Sereth

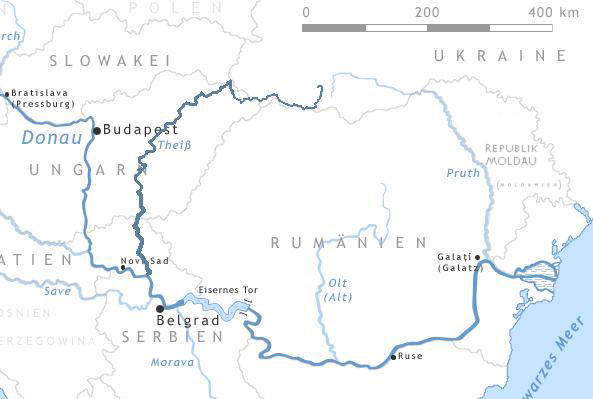
Verlauf der Theiß

Donau; 2.857 km, 817.000 km²
Kilijaarm; Mündungsarm der Donau
Jalpuch: 114 km, 3.180 km²
Pruth; 953 km, 27.500 km²
Derehluj; 34 km, 313 km²
Korowja; 24 km, 115 km²
Jijia; 280 km, 5.757 km²
Tscheremosch; 80 km, 2.560 km²
Putylka; 42 km, 391 km²
Rokytna; 30 km, 136 km²
Rynhatsch; 42 km, 197 km²
Daniwka; 19 km, 65 km²
Sereth; 726 km, 44.835 km²
Suceava; 173 km, 2.298 km²
Theiß; 966 km; 146.500 km²
Apschyzja; 39 km, 226 km²
Tewschtschak; 16 km
Hlybokyj Potik; 15 km
Latorica; 188 km, 3.130 km²
Usch; 127 km, 2.791 km²
Turja; 46 km, 467 km²
Ljuta; 47 km, 210 km²
Borschawa; 106 km, 1.360 km²
Irschawa; 48 km, 346 km²
Rika; 92 km, 1.240 km²
Rypynka; 29 km, 222 km²
Tereblja; 80 km, 750 km²
Welyka Uholka; 27 km, 159 km²
Tereswa; 56 km, 1.225 km²
Mokrjanka; 32 km, 231 km²
Luschanka; 34 km, 150 km²
Tur; 94 km, 1.261 km²
Siehe auch: Kategorie:Flusssystem Donau

### Flusssystem Dnepr

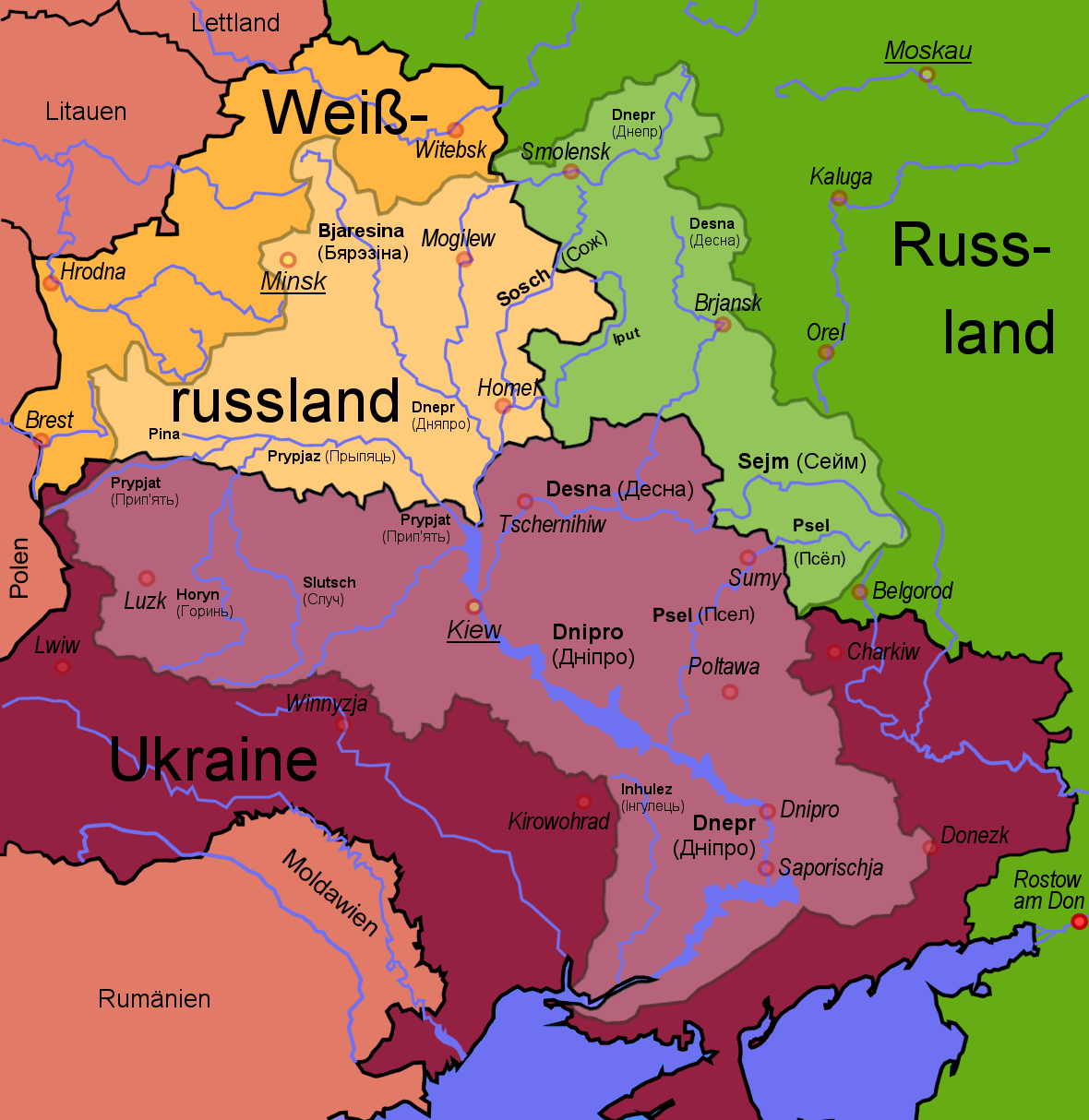
Das Einzugsgebiet des Dneprs und die größten Flüsse der Ukraine

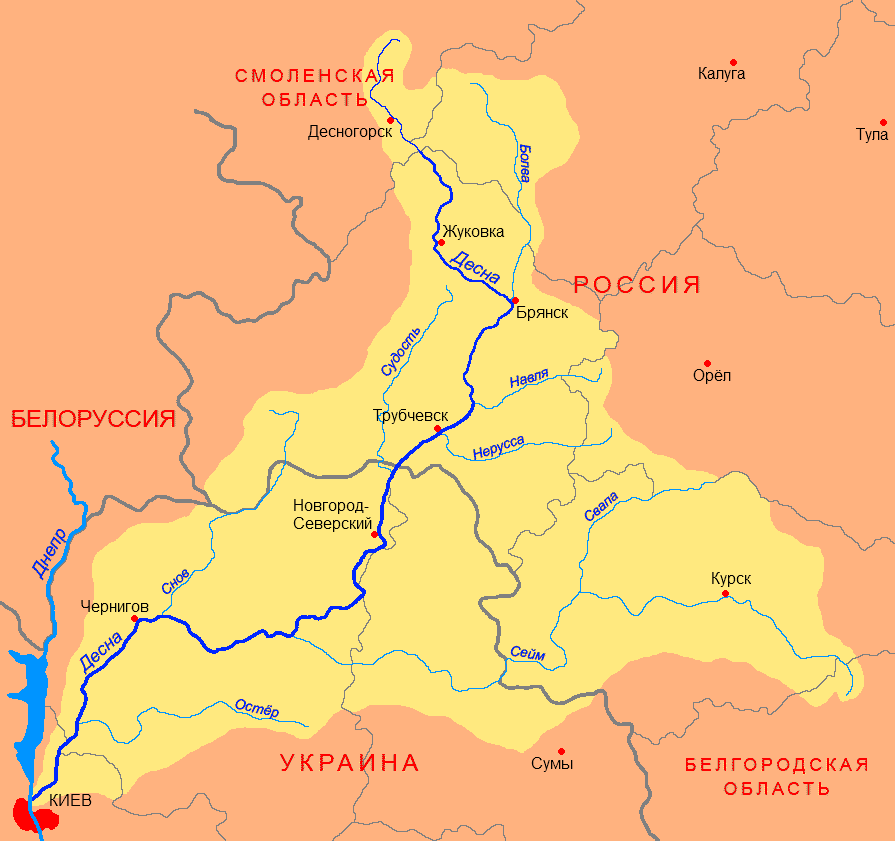
Einzugsgebiet der Desna

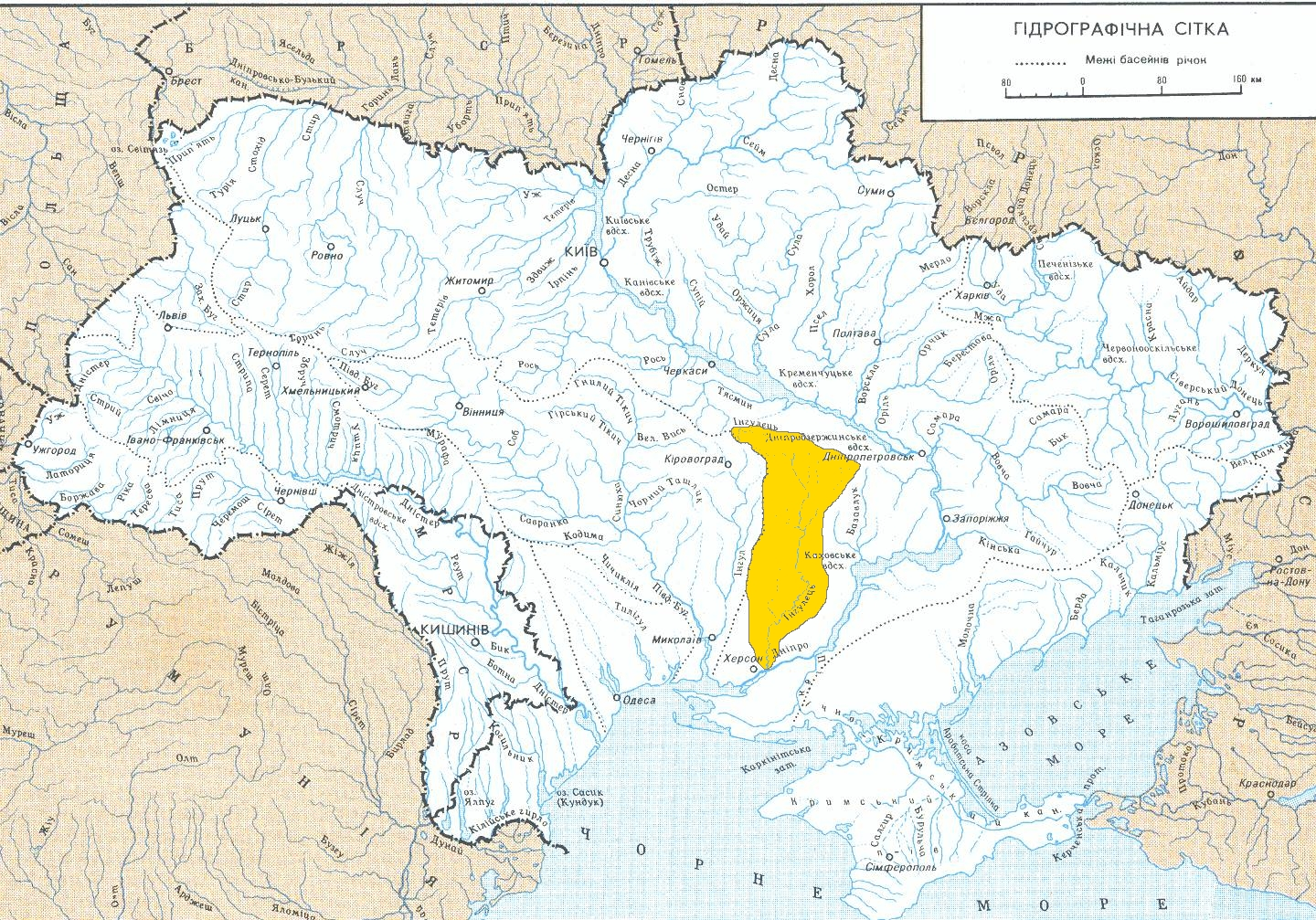
Einzugsgebiet des Inhulez

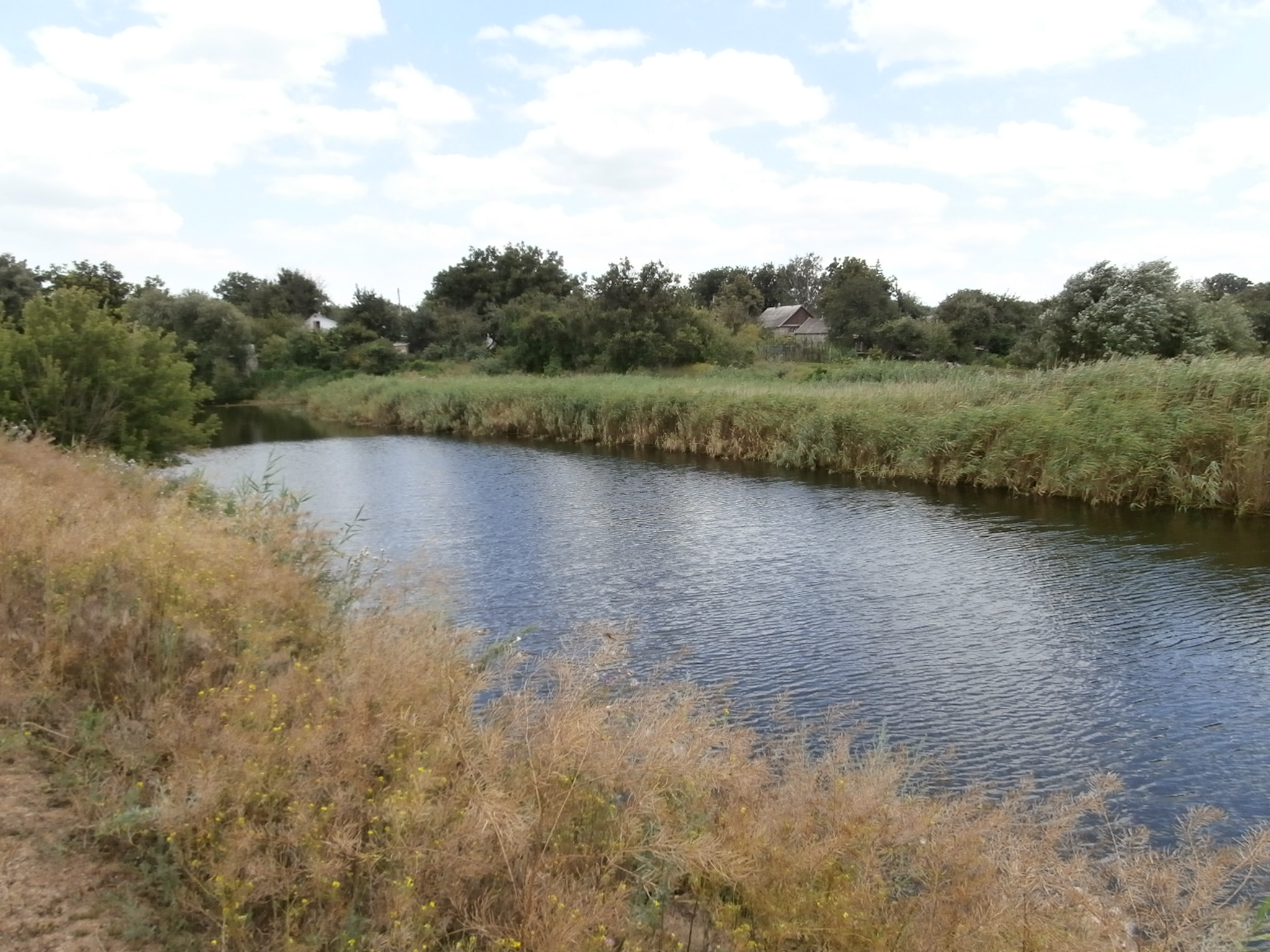
Die Schowta bei Schowti Wody

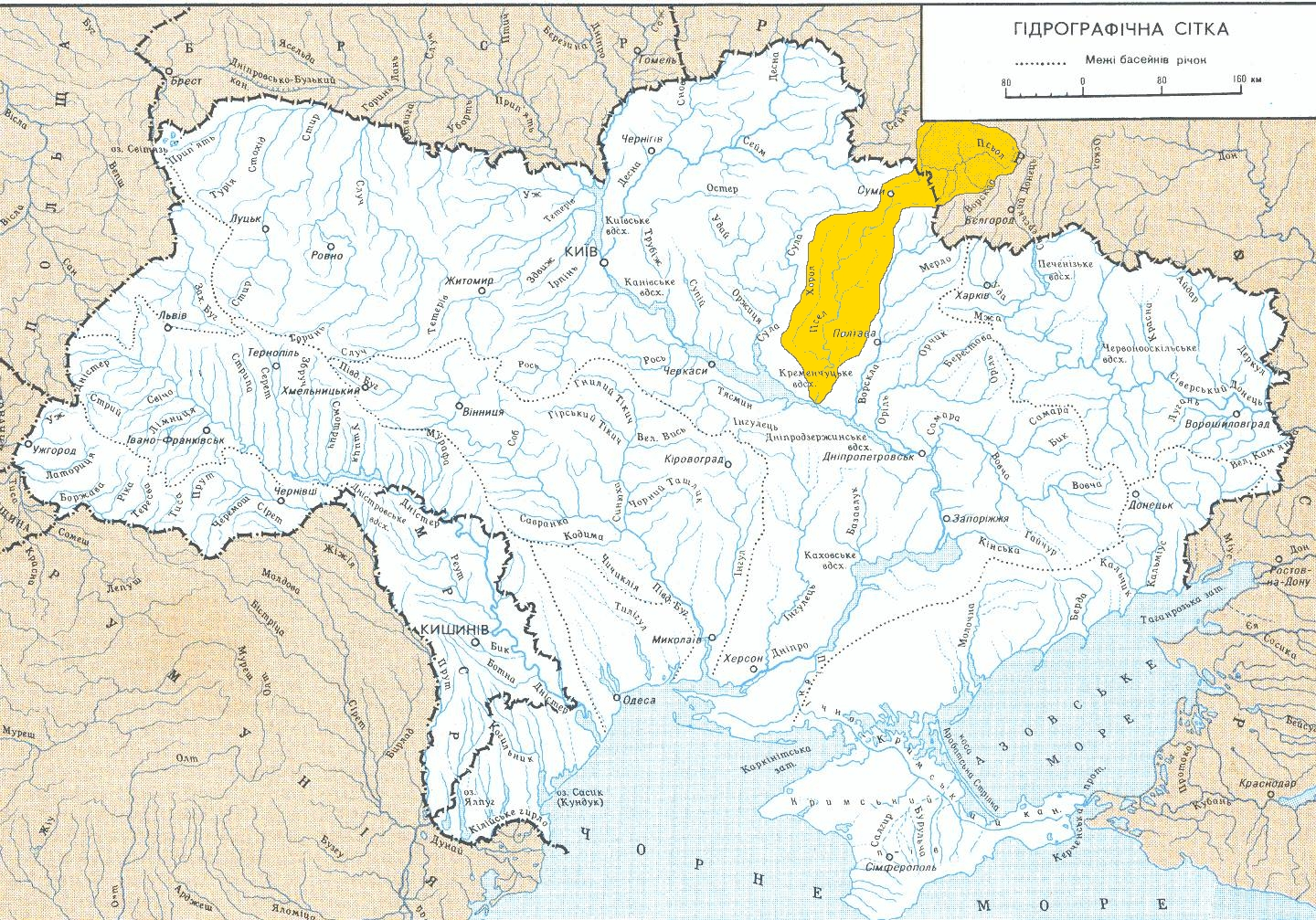
Einzugsgebiet des Psel

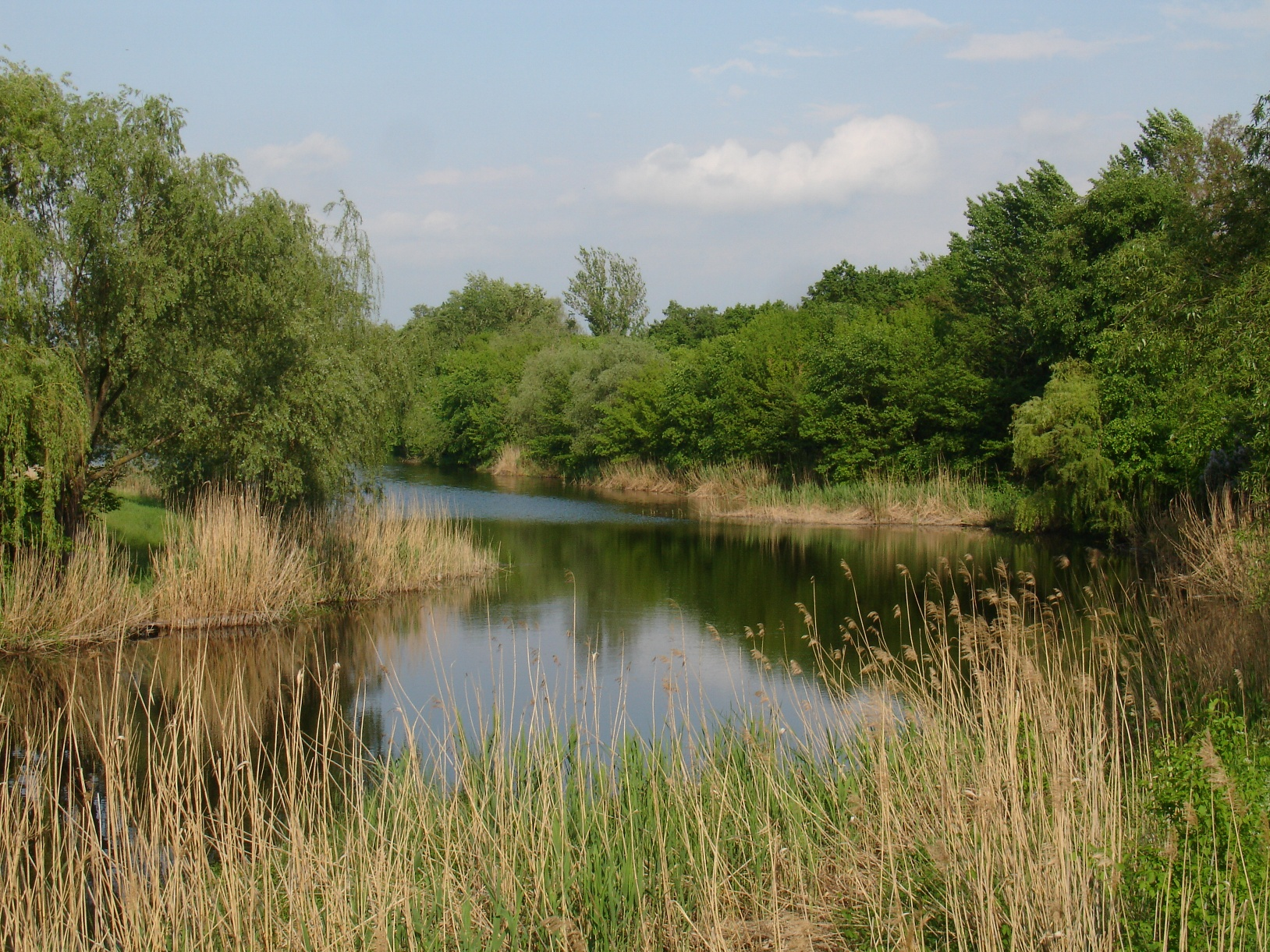
Die Howtwa bei Reschetyliwka

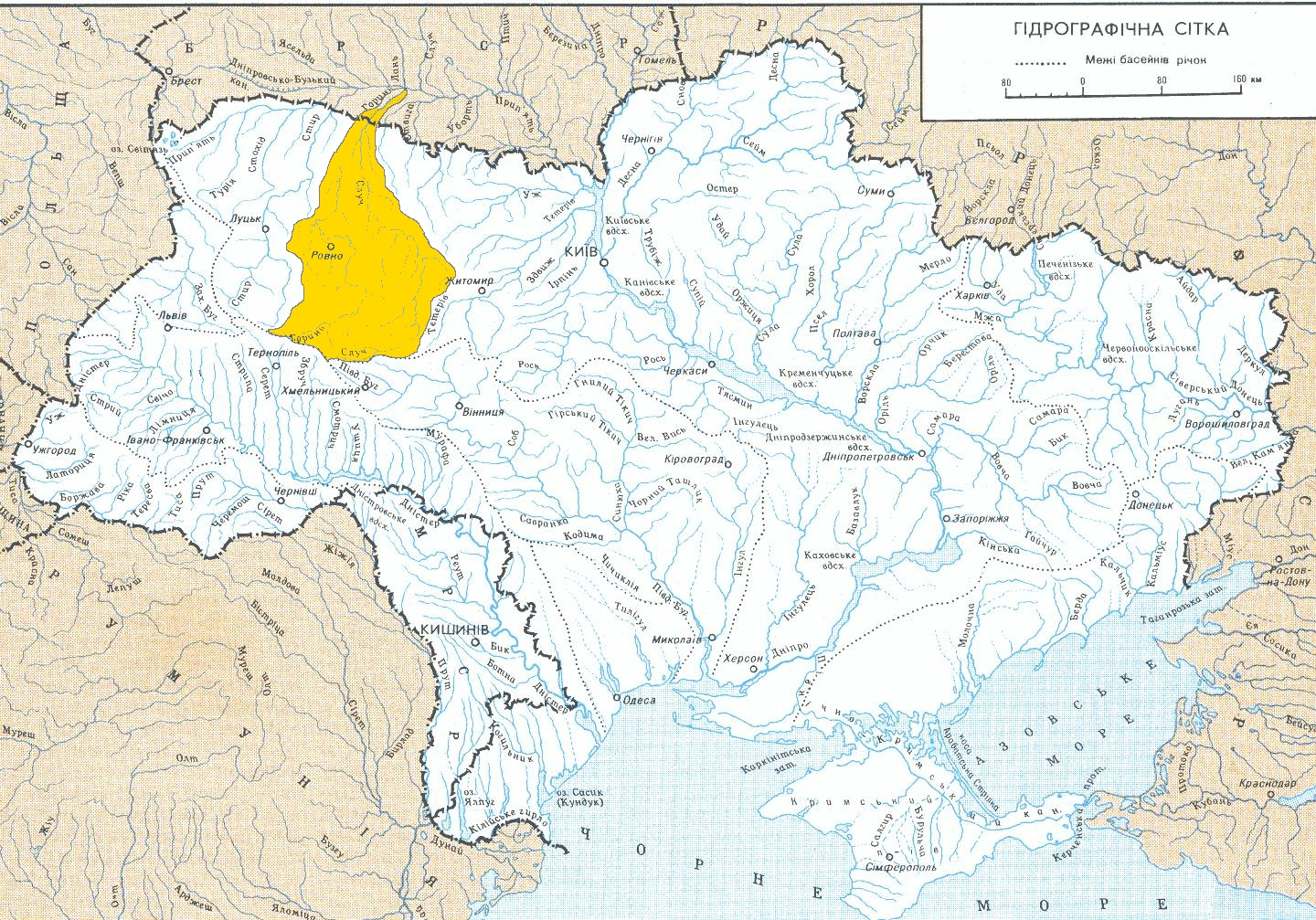
Einzugsgebiet des Horyn

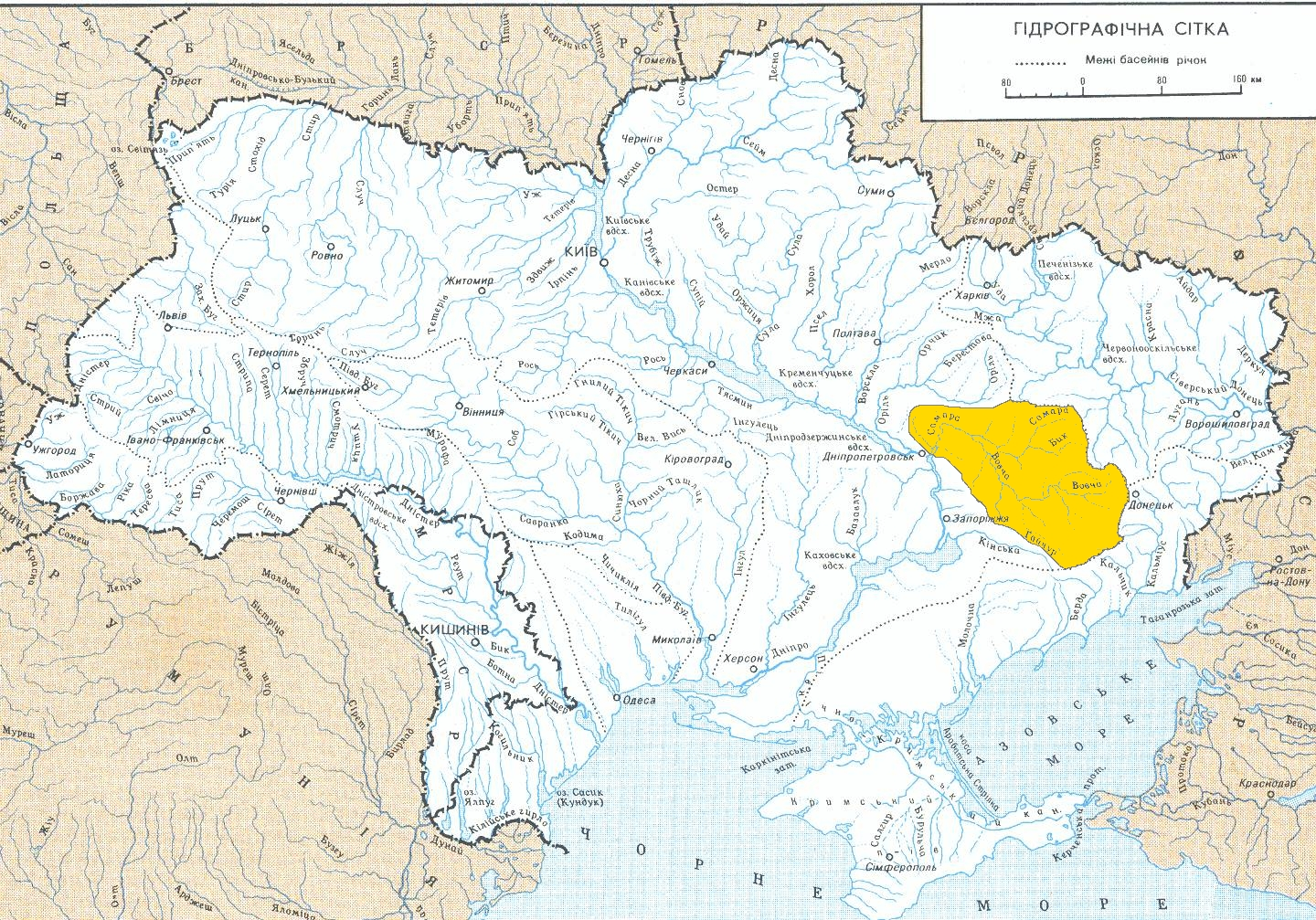
Einzugsgebiet der Samara

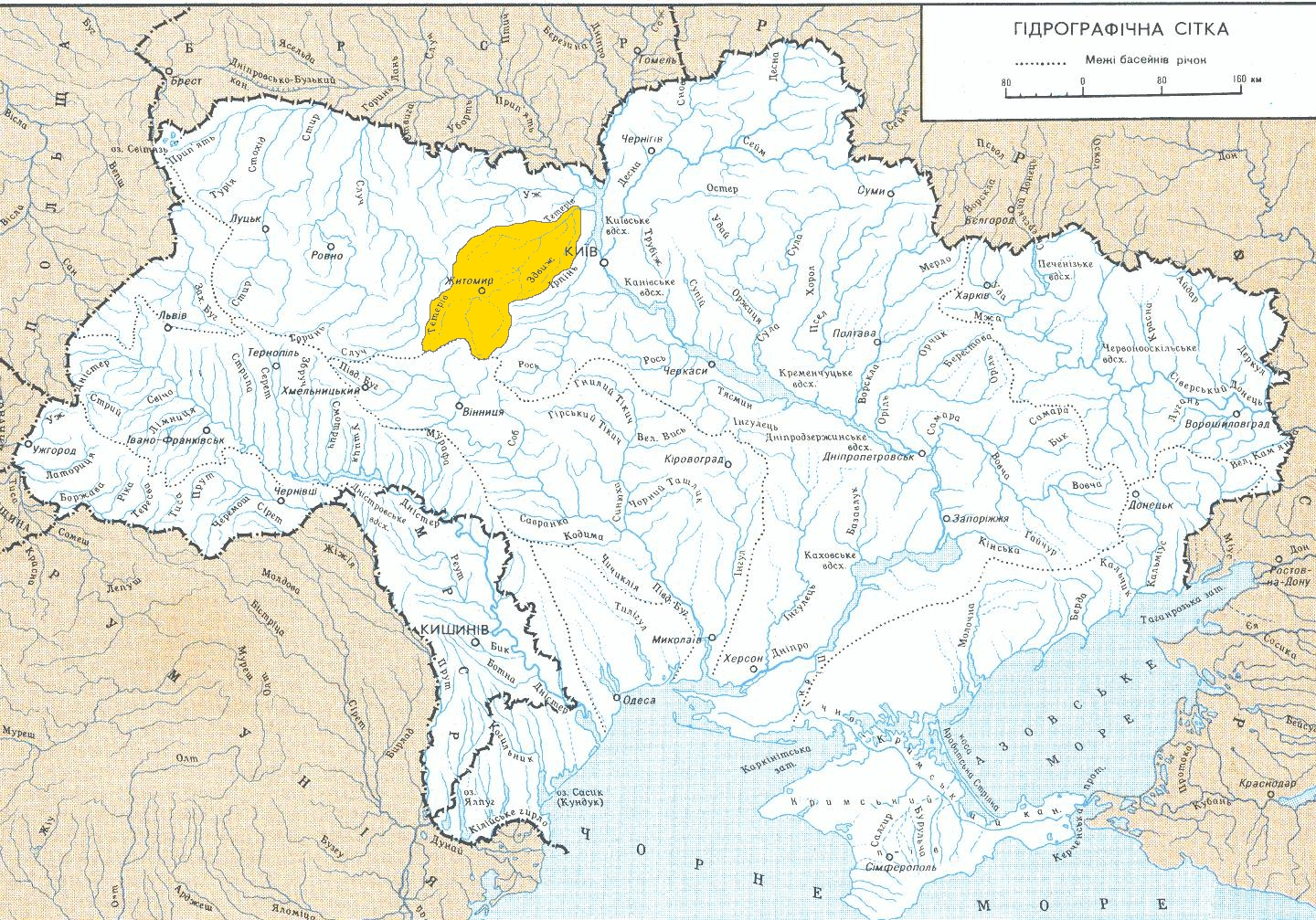
Einzugsgebiet des Teteriw

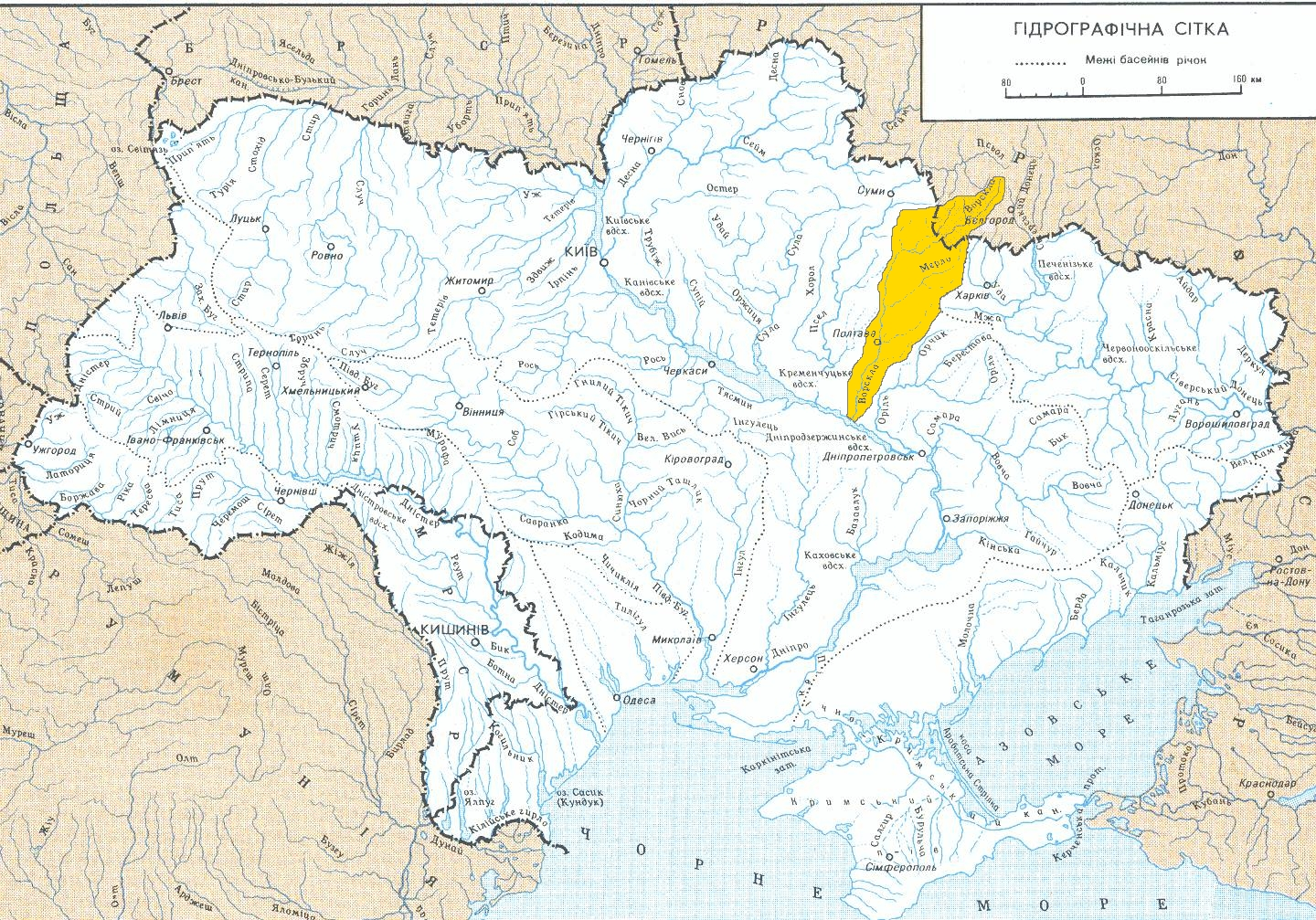
Einzugsgebiet des Worskla

Dnepr; 2.201 km, 531.817 km²
Konka; Mündungsarm des Dnepr
Koschowa; Mündungsarm des Dnepr
Werewtschyna; 115 km
Basawluk; 157 km, 4.200 km²
Kamjanka; 88 km, 1.750 km²
Schowtenka; 42 km, 293 km²
Woschywa; 16 km, 160 km²
Solona; 56 km, 684 km²
Biloserka; 85 km, 1.401 km²
Desna; 1.130 km, 88.900 km²
Esman; 50 km, 1.250 km²
Ret; 53 km, 545 km²
Iwotka; 81 km, 1.370 km²
Swisa; 34 km
Oster; 199 km, 2.950 km²
Schostka; 56 km, 412 km²
Snobiwka; 75 km; 780 km²
Ulytschka; 37 km, 220 km²
Sudost; 208 km, 6.000 km²
Seim; 748 km, 27.500 km²
Jesutsch; 57 km, 839 km²
Klewen; 113 km, 2.660 km²
Berjuschka; 24 km, 195 km²
Esman; 50 km, 634 km²
Loknja; 28 km, 236 km²
Obesta; 52 km, 518 km²
Worholka; 18 km, 132 km²
Wyr; 62 km, 1.250 km²
Snow; 253 km, 8.700 km²
Inhulez; 549 km, 13.700 km²
Beschka; 56 km, 657 km²
Beresiwka; 27 km, 287 km²
Bokowa; 74 km, 1.320 km²
Bokowenka; 59 km, 645 km²
Kobylna; 22 km, 120 km²
Saksahan; 144 km, 2.025 km²
Losowatka
Demuryna
Schowta; 61 km, 490 km²
Selena; 30 km
Wyssun; 195 km, 2.670 km²
Werbowa; 48 km, 457 km²
Irklij; 39 km, 318 km²
Irpin; 162 km, 3.340 km²
Nywka; 20 km, 94 km²
Unawa; 87 km, 680 km²
Krywa Ruda; 5 km
Krywa Ruda; 45 km, 614 km²
Kinska; 146 km, 2.580 km²
Scherebez; 55 km, 580 km²
Tokmatschka; 42 km, 216 km²
Lybid; 17 km, 66 km³
Mokra Sura; 138 km, 2.830 km²
Hruschiwka; 31 km, 206 km²
Komyschuwata Sura; 55 km, 639 km²
Ljubymiwka
Sucha Sura; 41 km, 431 km²
Trytusna; 30 km, 239 km²
Omelnyk
Oril; 346 km, 9.600 km²
Bahata; 67 km, 563 km²
Bahatenka; 28 km, 207 km²
Berestowa; 99 km, 1810 km²
Berestowenka; 32 km, 302 km²
Lypjanka; 43 km, 425 km²
Mokra Saplawka; 30 km, 301 km²
Moscharka; 36 km, 152 km²
Nechworoschtschanka; 21 km, 100 km²
Ortschyk; 108 km, 1.460 km²
Orilka; 95 km, 805 km²
Prjadiwka; 23 km, 231 km²
Schyroka Kiltschenka; 26 km, 104 km²
Psel; 717 km, 22.800 km²
Bobryk; 22 km, 98,5 km²
Budylka; 19 km
Chorol; 308 km, 3.340 km²
Krywa Ruda (Chorol); 14 km, 105 km²
Lychobabiwka; 30 km
Osnyzja; 26 km, 131 km²
Hrun; 85 km, 1.090 km²
Howtwa; 112 km, 1.680 km²
Hruska Howtwa; 68 km, 573 km²
Wilchowa Howtwa; 86 km, 790 km²
Hrun-Taschan; 91 km, 1.870 km²
Lehan; 30 km
Ljutenka; 32 km, 207 km²
Rudka; 34 km
Rybyzja; 30 km
Suchyj Kahamlyk; 87 km, 564 km²
Syrowatka; 58 km, 738 km²
Udawa; 25 km
Wepryk; 17 km, 200 km²
Wilschanka; 34 km, 186 km²
Prypjat; 775 km, 114.300 km²
Brahinka; 179 km, 2.778 km²
Horyn; 659 km, 22.700 km²
Slutsch; 451 km, 13.800 km²
Chomora; 114 km, 1.465 km²
Muchowez; 22 km, 182 km²
Skrypiwka; 26 km, 117 km²
Kortschyk; 82 km, 1.455 km²
Stubaska; 86 km, 1.350 km²
Poltwa; 43 km, 553 km²
Zwitocha; 39 km, 368 km²
Kossezka; 19 km, 75 km²
Slawetschna; 128 km, 2670 km²
Stochid; 188 km, 3.150 km²
Stwyha; 178 km, 5.440 km²
Lwa; 172 km, 2.400 km²
Pererisl; 27 km, 169 km²
Plaw; 46 km, 419 km²
Studenyzja; 36 km, 264 km²
Styr; 494 km, 12.900 km²
Ikwa; 155 km, 2.250 km²
Ljudomyrka; 20 km
Tartatschka; 42 km, 386 km²
Konopelka; 48 km, 329 km²
Kormyn; 53 km, 716 km²
Lypa; 43 km, 538 km²
Pljaschiwka; 40 km, 332 km²
Serna; 34 km, 271 km²
Sloniwka; 49 km, 549 km²
Tschornohuska; 54 km, 552 km²
Turija; 184 km, 2.900 km²
Ubort; 292 km, 5.820 km²
Perha; 67 km, 633 km²
Swydiwka; 58 km, 852 km²
Usch; 256 km, 8.080 km²
Noryn; 88 km, 832 km²
Scherew; 96 km, 1.470 km²
Wyschiwka; 81 km, 1.272 km²
Ros; 346 km, 12.600 km²
Beresnjanka; 44 km, 293 km²
Kamjanka; 105 km, 800 km²
Roska; 73 km, 1.100 km²
Schywoij
Rossawa; 90 km, 1.720 km²
Rostawyzja; 116 km, 1.465 km²
Pawolotschka; 23 km
Postil; 31 km, 158 km
Samara; 320 km, 22.600 km²
Byk; 108 km, 1.430 km²
Kiltschen; 116 km, 966 km²
Hubynycha; 34 km, 154 km²
Welyka Terniwka; 80 km, 942 km²
Wowtscha; 323 km, 13.300 km²
Hajtschul; 130 km, 2.140 km²
Jantschur; 72 km, 951 km²
Solona (Jantschur); 28 km, 314 km²
Kamjanka; 21 km, 91 km²
Solona; 79 km, 946 km²
Kamjanka; 55 km, 517 km²
Samotkan; 42 km, 339 km²
Solotonoschka; 88 km, 1.260 km²
Sosch; 648 km, 42.100 km²
Nemylnja; 32 km
Stuhna; 69,5 km, 787 km²
Sula; 363 km, 18.500 km²
Orschyzja; 29 km, 2.190 km²
Hnyla Orschyzja, 98 km
Tscheweltscha, 28 km
Tschumhak, 72 km, 845 km²
Sucha Orschyzja, 37 km, 223 km²
Romen; 111 km, 1.645 km²
Sliporid; 83 km, 560 km²
Tern; 76 km, 885 km²
Udaj; 327 km, 7.030 km²
Lyssohir; 61 km, 1.042 km²
Mnoha; 58 km, 589 km²
Perewid; 68 km, 1.042 km²
Supij; 144 km, 2160 km²
Kowrai, 42 km, 203 km²
Teteriw; 365 km, 15.100 km²
Bilka; 40 km, 354 km²
Hnylopjat; 99 km, 1.312 km²
Hnylopjatka; 27 km, 175 km²
Hujwa, 97 km, 1.505 km²
Irscha; 145 km, 3.070 km²
Trostjanizja; 26 km, 698 km²
Wisnja; 45 km, 384 km²
Lisowa; 33 km, 268 km²
Lisowa Kamjanka; 32 km, 602 km²
Tal; 51 km, 357 km²
Sdwysch; 145 km, 1.775 km²
Tjasmyn; 161 km, 4.540 km²
Hnylyj Taschlyk; 66 km, 572 km²
Irdyn
Irklij; 26 km, 226 km²
Sribljanka; 28 km
Tschutka, 22 km
Trubisch; 113 km, 4.700 km²
Wita, 30 km
Worona; 28 km, 224 km²
Worskla; 464 km, 14.700 km²
Kolomak; 102 km, 1.650 km²
Kustolowo; 60 km, 346 km²
Merla; 116 km, 2.030 km²
Mertschyk; 43 km, 703 km²
Poluzirya; 125 km, 731 km²
Tahamlyk; 64 km, 525 km²
Suchyj Tahamlyk, 27 km, 213 km²
Worsklyzja; 101 km, 1.480 km²
Sanok; 19 km
Zybulnyk; 55 km, 561 km²
Siehe auch:
- Kategorie:Flusssystem Dnepr
- Dnepr-Becken

### Flusssystem Dnister

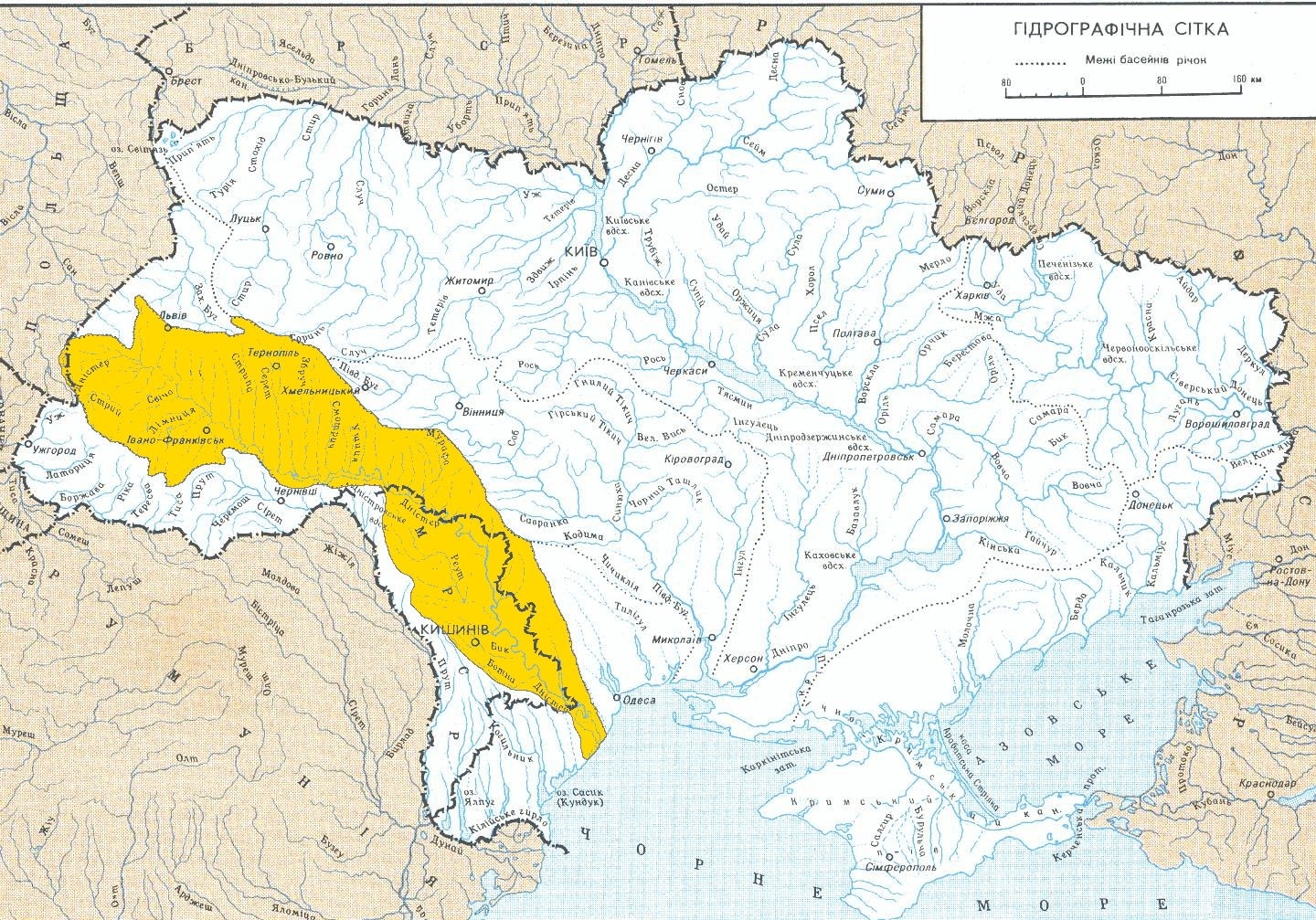
Einzugsgebiet des Dnister

Dnister; 1.352 km, 72.100 km²
Barysch 38 km, 186 km²
Bystryzja; 111 km, 4.750 km²
Hnyla Lypa; 87 km, 3.200 km²
Narajiwka; 56 km, 357 km²
Jahorlyk; 73 km, 1.590 km²
Trostjanez; 46 km, 685 km²
Kaljus; 64 km, 390 km²
Koropez; 78 km, 511 km²
Kutschurhan; 119 km, 2090 km²
Diwka; 47 km, 270 km²
Maloroscha; 25 km, 90 km²
Welykyj Kanaj; 40 km, 250 km²
Welyka Soschka; 30 km, 150 km²
Limnyzja; 122 km, 1.580 km²
Moloda; 14 km
Tschetschwa; 52 km, 548 km²
Bereschnyzja; 45 km
Ljadowa; 93 km, 748 km²
Markiwka; 62 km, 899 km²
Jalanka; 34 km, 227 km²
Wilschanka; 34 km, 216 km²
Murafa; 163 km, 2.410 km²
Muraschka; 68 km, 444 km²
Mszanka; 21 km, 107 km²
Nemyja; 64 km, 411 km²
Nitschlawa; 81 km, 885 km²
Nitschlawka; 37 km
Russawa; 78 km, 991 km²
Tomaschpilka; 38 km, 281 km²
Schwan; 45 km, 570 km²
Schwantschyk; 107 km; 769 km²
Stryj; 232 km, 3.055 km²
Kruschelnyzja, 14 km, 36 km²
Opir; 58 km, 843 km²
Orjawa; 29 km, 205 km²
Slawka; 15 km, 79 km²
Roschanka; 22 km, 89 km²
Sawadka; 25 km, 164 km²
Dowschanka; 14 km, 39 km²
Sbrutsch; 247 km, 3.300 km²
Hnyla; 58 km, 747 km²
Taina; 46 km, 327 km²
Seret; 242 km, 3.900 km²
Smotrytsch; 169 km, 1.800 km²
Batischok; 24 km, 103 km²
Jaromyrka; 26 km, 163 km²
Trostjanez; 32 km, 204 km²
Solota Lypa; 127 km, 1.440 km²
Strwiąż; 94 km, 955 km²
Strypa; 147 km, 1.610 km²
Ternawa; 62 km, 381 km²
Turuntschuk; 60 km
Uschyzja; 122 km, 1.420 km²
Uschka; 34 km, 204 km²
Schwantschyk; 29 km, 99 km²
Siehe auch: Kategorie:Flusssystem Dnister

### Flusssystem Siwerskyj Donez

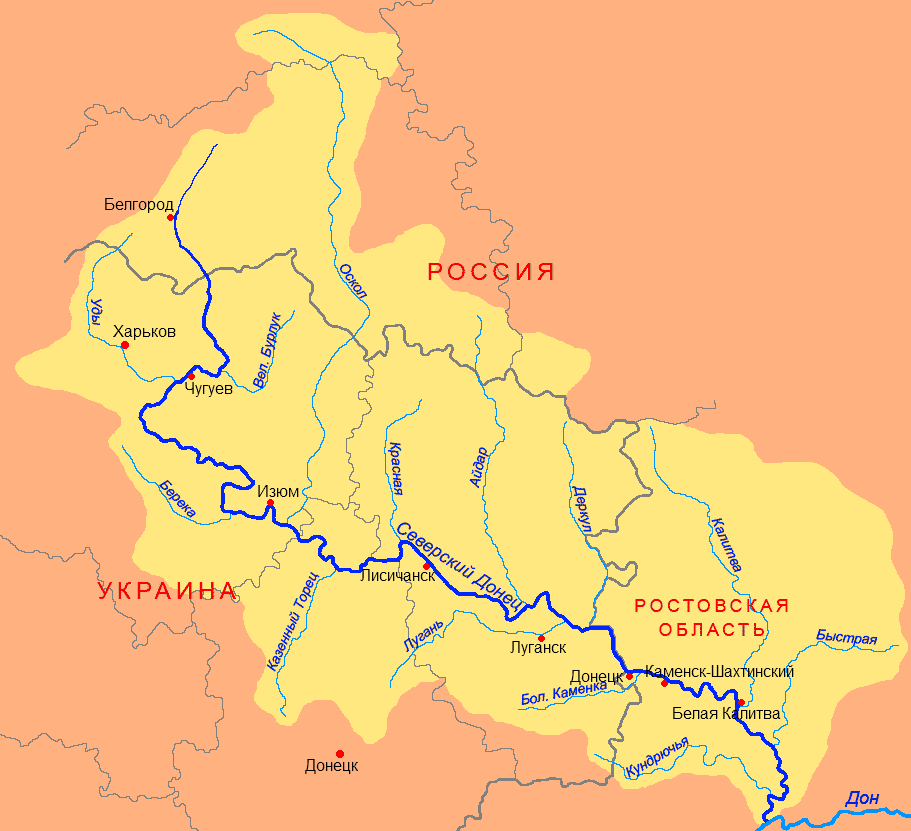
Einzugsgebiet des Siwerskyj Donez

Siwerskyj Donez; 1053 km, 98.900 km²
Ajdar; 264 km, 7.420 km²
Derkul; 165 km, 5.180 km²
Byschkin; 26 km, 474 km²
Powna; 79 km, 2.390 km²
Kasennyj Torez; 129 km, 5.410 km²
Krywyj Torez; 88 km, 1.590 km²
Suchyj Torez; 97 km, 1.610 km²
Krasna; 151 km, 2.710 km²
Kundrjutschja; 244 km, 2.320 km²
Luhan; 198 km, 3.740 km²
Bila; 88 km, 755 km²
Losowa; 63 km
Wilchiwka; 83 km, 814 km²
Luhantschyk; 83 km, 636 km²
Mscha; 77 km, 1.814 km²
Oskil; 472 km, 14.800 km²
Borowa; 84 km, 1.960 km²
Borowyk; 40 km, 232 km²
Jeryk; 38 km, 332 km²
Nyschnja Dworitschna; 33 km, 373 km²
Udy; 164 km, 3.890 km²
Lopan; 96 km, 2.000 km²
Charkiw; 71 km, 1.160 km²
Murom; 35 km, 211 km²
Nemyschlja; 27 km, 72 km²
Welyka Kamjanka (russisch: Bolschaja Kamenka); 118 km; 1.810 km²
Dowschyk, 26 km, 169 km²
Werchnje Prowallja, 33 km
Wowtscha; 88 km, 1.340 km²
Siehe auch: Kategorie:Flusssystem Siwerskyj Donez

### Flusssystem Südlicher Bug

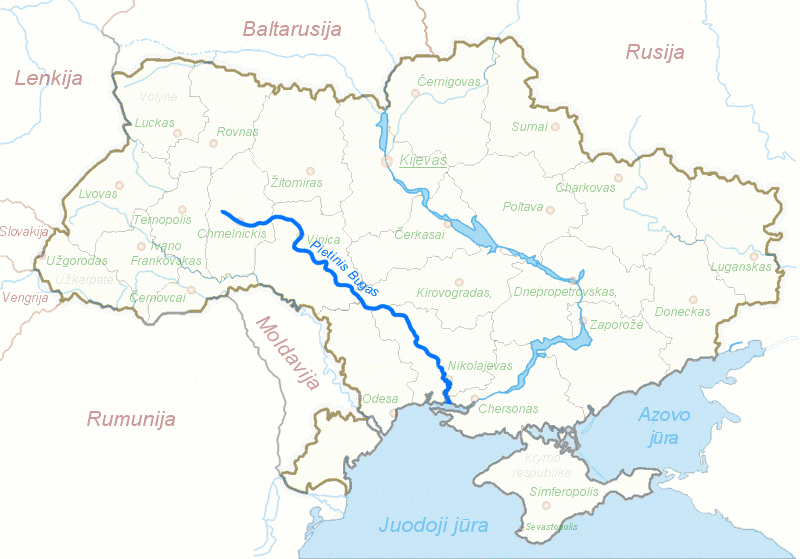
Verlauf des Südlichen Bug

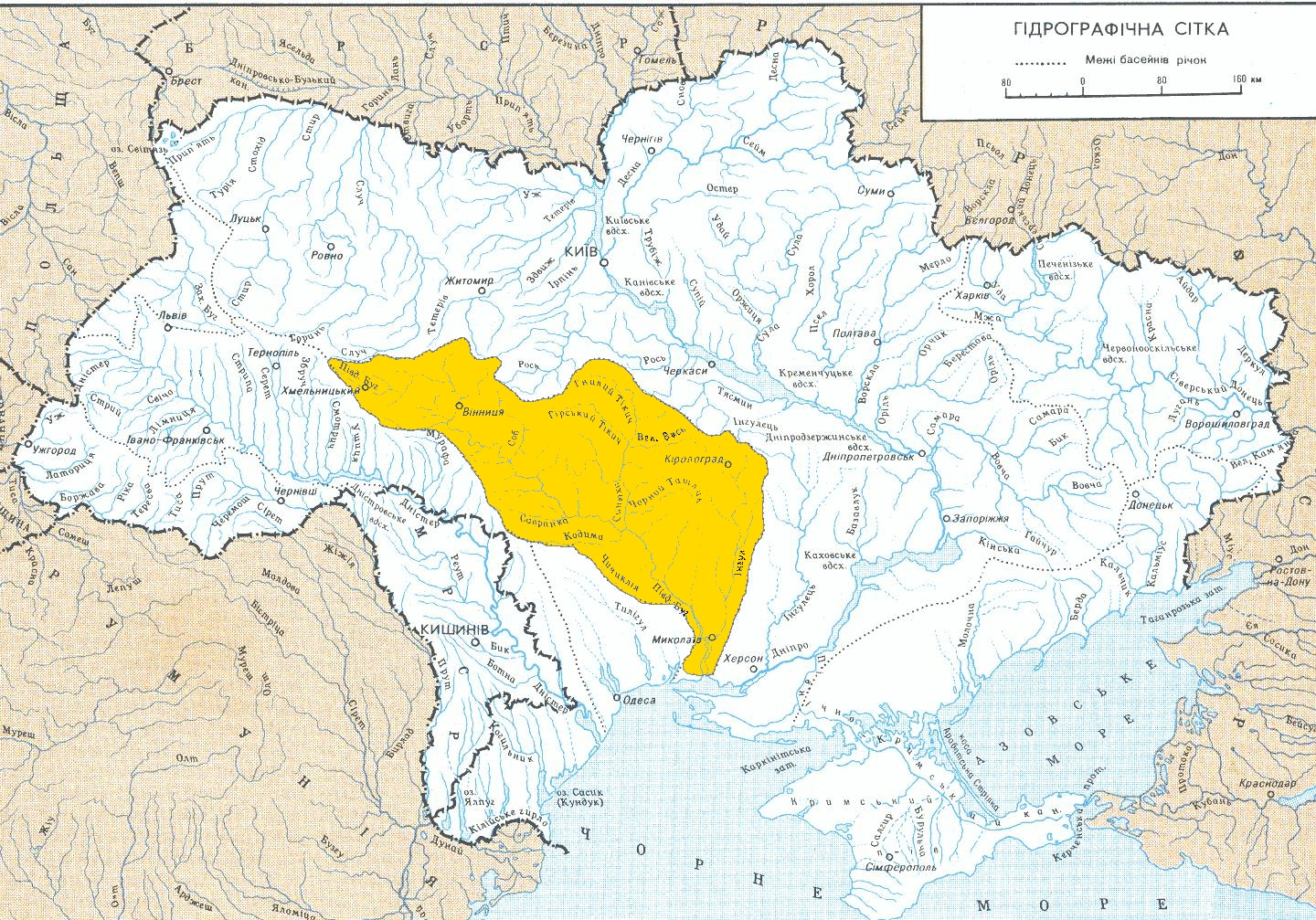
Einzugsgebiet des Südlichen Bug

Südlicher Bug; 857 km, 63.740 km²
Bakschala; 48 km, 766 km²
Desna; 80 km, 1.400 km²
Wilschanka; 29 km, 219 km²
Dochna; 74 km, 1.280 km²
Berladynka; 55 km, 755 km²
Hnylyj Jelanez; 103 km, 1.204 km²
Ikwa; 56 km, 514 km²
Inhul; 354 km, 9.890 km²
Beresiwka; 74 km, 665 km²
Hromoklija; 102 km, 1.545 km²
Suhoklija; 42 km, 527 km²
Kodyma; 155 km, 2.448 km²
Hedsyliw Jar; 29 km, 323 km²
Batischok; 35 km
Mertwowod; 114 km, 1.820 km²
Losuwatka; 14 km, 58 km²
Kamjano-Kostuwata; 26 km, 324 km²
Komyschuwata; 26 km, 156 km²
Arbusynka; 51 km, 384 km²
Riw; 100 km, 1.162 km²
Sawran; 96 km, 1.767 km²
Shar; 96 km, 1.170 km²
Sob; 125 km, 2.840 km²
Sobok; 33 km, 352 km²
Soroka; 34 km, 385 km²
Kiblytsch; 60 km, 442 km²
Synjucha; 111 km, 16.700 km²
Tikytsch (Quellfluss der Synjucha)
Hirskyj Tikytsch; 167 km, 3.510 km² (Quellfluss des Tikytsch)
Mankiwa;
Talnjanka; 36 km, 223 km²
Tortsch; 32 km, 209 km²
Hnylyj Tikytsch; 157 km, 3.150 km²  (Quellfluss des Tikytsch)
Schpolka; 53 km, 605 km²
Welyka Wys; 166 km, 2.860 km² (Quellfluss der Synjucha)
Kylten; 39 km
Jatran; 104 km, 2.170 km²
Kaharlyk; 45 km, 352 km²
Tschornyj Taschlyk; 135 km, 2.390 km²
Pletenyj Taschlyk; 31 km, 405 km²
Taschlyk; 33 km, 447 km²
Hruska; 28 km, 153 km²
Suchyj Taschlyk; 57 km, 741 km²
Tschytschyklija; 156 km, 2.120 km²
Udytsch; 56 km, 681 km²
Wowk; 71 km; 915 km²,
Wowtschok; 39 km, 248 km²
Siehe auch: Kategorie:Flusssystem Südlicher Bug

### Flüsse der Halbinsel Krim

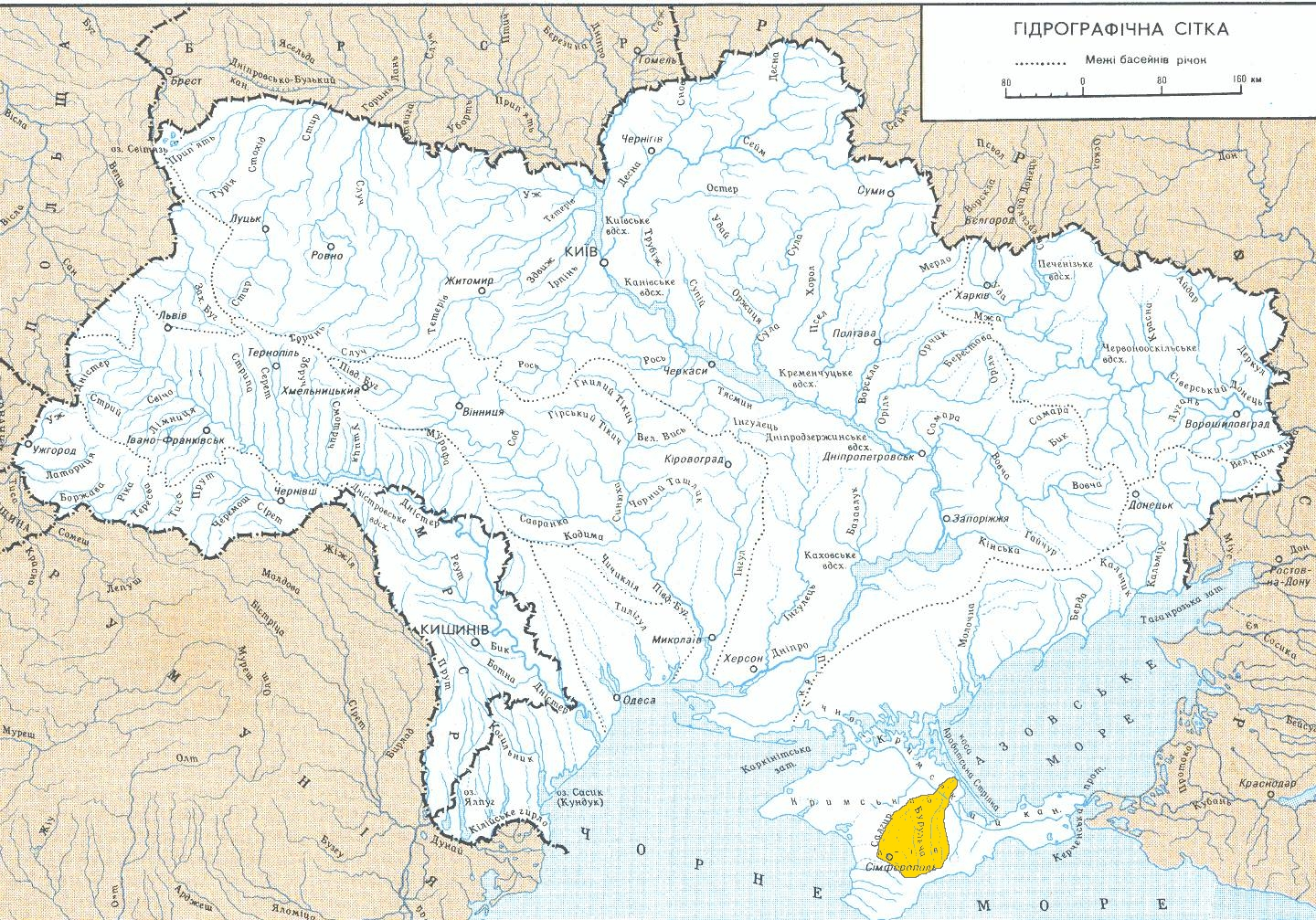
Einzugsgebiet des Salhyr

Alma; 84 km, 635 km²
Belbek; 63 km, 505 km²
Kokkoska; 18 km
Katscha; 69 km, 573 km²
Sachidnyj Bulhanak; 49 km, 180 km²
Salhyr; 232 km, 4.010 km²
Bijuk-Karassu; 102 km, 1.160 km²
Burultscha; 76 km, 241 km²
Suja; 55 km, 421 km²
Schidnyj Bulhanak; 48 km, 485 km²
Tschorna; 41 km, 436 km²
Utschan-Su; 8,4 km, 38 km²

### Weitere Flüsse zum Schwarzen Meer
Akkarschanka; 39 km, 160 km²
Berda; 130 km, 1.750 km²
Berestova; 22 km, 146 km²
Hruska; 15 km, 110 km²
Karatjuk; 28 km, 243 km²
Karatysch; 39 km, 458 km²
Beresan; 49 km, 890 km²
Dalnyk; 18 km, 175 km²
Kalmius; 209 km, 5.070 km²
Hruska; 47 km, 517 km²
Kaltschyk; 88 km, 1.263 km²
Mokra Wolnowacha; 63 km, 909 km²
Losuwatka; 78 km, 560 km²
Malyj Utljuk; 67 km, 560 km²
Mius; 258 km, 6.680 km²
Krynka; 180 km, 2.634 km²
Naholna; 70 km, 978 km²
Molotschna (mit Tokmak); 197 km, 3.450 km²
Kuruschan; 64 km, 600 km²
Juschanly; 94 km, 545 km²
Mokra Bilossarajka; 10 km
Kohylnyk; 243 km, 3.910 km²
Tschaha; 120 km, 1.270 km²
Obytitschna; 100 km, 1.430 km²
Kiltytschtschja; 70 km, 554 km²
Tschokrak; 24,4 km, 135 km²
Sarata; 120 km, 1.250 km²
Sassyk; 45 km, 551 km²
Tylihul; 168 km, 3.550 km²
Schuriwka; 63 km, 709 km²
Slipucha; 19 km
Tartakai; 21 km
Welykyj Kujalnyk; 150 km, 1.860 km²
Welykyj Utljuk; 83 km, 850 km²
Zareha; 46 km, 657 km²

## Flüsse im Einzugsgebiet der Ostsee

### Flusssystem Weichsel
Bug; 772 km, 39.400 km²
Kamjanka; 38 km, 142 km²
Luha; 93 km, 1.348 km²
Rata; 76 km, 1.790 km²
Solokija; 71 km, 939 km²
San; 433 km, 16.861 km²
Lubaczówka; 88 km, 1.129 km²
Szkło; 75 km, 596 km²
Wiar; 70 km, 798 km²
Wyschnja; 78 km, 1.200 km²
Sitschna; 25 km, 247 km²
Sikonyzja; 16 km, 50 km²
Troschtschanka; 16 km, 75 km²
Siehe auch: Kategorie:Flusssystem Weichsel